# Road to Rouen
Road to Rouen är ett musikalbum av Supergrass. Det var deras femte studioalbum och lanserades 2005. Albumtiteln kommer från den franska staden Rouen där inspelningarna till skivan gjordes. Tre singlar släpptes från albumet, "St. Petersburg", "Low C", och "Fin".
Albumet har det samlade betyget 73 på Metacritic, vilket indikerar ett generellt gott mottagande.

## Låtlista
(alla låtar skrivna av Supergrass)
1. "Tales of Endurance (Parts 4, 5 & 6)" - 5:31
2. "St. Petersburg" - 3:09
3. "Sad Girl" - 3:37
4. "Roxy" - 6:17
5. "Coffee in the Pot" - 1:49
6. "Road to Rouen" - 3:51
7. "Kick in the Teeth" - 3:36
8. "Low C" - 4:16
9. "Fin" - 3:11

## Listplaceringar
- UK Albums Chart, Storbritannien: #9[2]
- Nederländerna: #63[3]
- Frankrike: #85[4]
- Österrike: #73[5]
- Italien: #76[6]